# Бивертон (Мичиген)
Бивертон (енгл. Beaverton) град је у америчкој савезној држави Мичиген. По попису становништва из 2010. у њему је живело 1.071 становника.

## Демографија
Према попису становништва из 2010. у граду је живело 1.071 становника, што је -35 (-3.2%) становника више него 2000. године.
| Група             | 2000.         | 2010.         |
| Белци             | 1.072 (96,9%) | 1.042 (97,3%) |
| Афроамериканци    | 11 (1,0%)     | 4 (0,4%)      |
| Азијати           | 1 (0,1%)      | 0 (0,0%)      |
| Хиспаноамериканци | 6 (0,5%)      | 7 (0,7%)      |
| Укупно            | 1.106         | 1.071         |